# Xylophanes macasensis
Xylophanes macasensis är en fjärilsart som beskrevs av Clark 1922. Xylophanes macasensis ingår i släktet Xylophanes och familjen svärmare. Inga underarter finns listade i Catalogue of Life.